# Makedonija (regija)
Makedonija je povijesna i zemljopisna zemlja na jugoistoku Europe, na Balkanu. Danas je podijeljena između Grčke (Egejska Makedonija), neovisne Sjeverne Makedonije poznate i kao Vardarska Makedonija te Bugarske (Pirinska Makedonija). Mali dio od Makedonije se nalazi u Albaniji (Mala Prespa i Golo Brdo), te Srbiji (Prohor Pčinjski).

## Zemljopis
Makedonija graniči s Rodopskim gorjem na istoku, Albanijom na zapadu, Olimpom, Tesalijom i Egejskim morem na jugu, te Moravskom dolinom i Šarom na sjeveru.

## Povijest
Drevna Makedonija kao geografsko-politička jedinica pojavljuje se u 5 st. pr. Kr., na području gornjih voda Haliakmona i planine Olimp do rijeke Strume. Kasnije se ona širi na krajeve koje je Tukidid prozvao Donja Makedonija. Povijest ljudi ipak ide mnogo dalje u prošlost.

## Predpovijesno doba
Prvi ljudski tragovi potječu iz paleolitika, a prve civilizacije se ovdje pojavljuju još u ranom neolitiku (Nea Nikomedia). Pojavljuje se porast stanovništva i zbijenija naselja. Etnička zajednica tog doba, nosioci poznate starčevačke kulture koja je dobila ime po Starčevu u Vojvodini, gdje se prvi puta pojavljuje, i koja se kasnije širi sve do Makedonije i Grčke, u Povardarju su potisnuli narod vinčanske (po lokalitetu Vinča) kulture, koja je inače nastavak starije Starčevačke. 
Vinčanska kultura prva je koja je poznavala preradu metala, i trajala je od 5500. do 4000. godine pr. Kr. Na početku brončanog doba dolaze novi narodi s juga s heladskom kulturom, negdje između 3000. i 2500. godine pr. Kr. Kuće toga doba ponekad su s kamenim temeljima za zidove. Miješanjem tadašnjih etničkih zajednica formirala su se i tračka i ilirska plemena uz starosjedioce Peonce. Svi su oni uključeni u grčku antiku. 
Ljudi brončanog doba uzgajivači su stoke, koza i ovaca, a bave se i lovom i ribolovom, te poznaju lončarstvo i draguljarstvo. Tokom brončanog doba kuće su već dvosobne, s jednog kraja apsidalne forme, priprema hrane je u odvojenoj prostoriji. Glavna hrana su govedina, ovčetina, kozje meso i žitarice. Oruđe je brončano, lončarija kvalitetna, monokromna. Uskoro će se osjetiti i mikenski utjecaj. 
U starije željezno doba kuće imaju kamene temelje i pletene oblijepljene zidove. Pokojnici se sahranjuju organizirano na posebnim grobljima.

## Predslavensko doba - Antička Makedonija
Putovima kulture iz dunavskog područja uspijeva se sagledati kroz arheologiju, kako se pokretalo stanovništvo prema jugu, gdje ih nalazimo u područjima Grčke i Makedonije, a i kasnije drugih naroda s egejskih obala prema sjeveru. Područje drevne Makedonije postaje obećana zemlja stotinama kolonista. Utemeljeno je više gradova. Područje Makedonije je od 10 do 8 st. pr. Kr. postaje relativno izolirano od helenstva s autonomnim makedonskim (tračko-ilirskim) plemenima kao što su Orestai, Elimeiotai, Lynkestai. 
Makedonci se iz Epira nastanjuju na području Makedonije u 7 st. pr. Kr. Oni su osnovali antičku makedonsku državu i formirali antički makedonski narod, a srodni su Grcima. Zemlja postaje sama svoj proizvođač osnovnih potreba kao što je drvo, meso, žitarice, divljač, stoka, minerali. Nastaju različiti običaji od grčkih, sa socijalnom strukturom i političkom organizacijom obilježenom arhaičnim karakterom, i posebnim dorskim dijalektom. Ova država uskoro će se početi širiti. Aminta III u prvoj polovici IV stoljeća ujedinit će sve pokrajine. 
Do pojave Slavena još će proći mnoga stoljeća, na nju će utjecati događaji što će se zbivati skroz na području kineskih granica, i pokretima azijskih stepskih plemena koji će pred sobom potaknuti veliku seobu naroda. U toj seobi sudjelovat će i Slaveni, koji će pred najezdom stepskih jahača ići sve više na jug preko Balkanskog poluotoka i zaustaviti se u područjima sjeverne Makedonije. Imena tih plemena što će sudjelovati u stvaranju jednog drugog makedonskog naroda smo rekli. Do tada u ovim krajevima, ali i mnogo šire, još će se mnogo toga dogoditi. U IV. stoljeću prije Krista rodit će se Filip II, vladar koji će 338. prije Krista u bitci kod Heroneje pokoriti Grčku.  